# روتول، نورت‌همپتون‌شر
longitudeروتول، نورت‌همپتون‌شرlatitudeروتول، نورت‌همپتون‌شر
روتول، نورت‌همپتون‌شر (به انگلیسی: Rothwell, Northamptonshire) یک شهرک در بریتانیا است که در انگلستان واقع شده‌است.

## خصوصیات
روتول ۷٬۶۹۴ نفر جمعیت دارد.